# C.H.U.D.
C.H.U.D. è un film del 1984 diretto da Douglas Cheek.

## Trama
A New York City avvengono una serie di strani omicidi. Un barbone matto sembra che sappia tutto su delle creature che vivono nelle fogne e si unisce per fermarle ad un coraggioso poliziotto, un giornalista fotografico e la sua ragazza.

## Seguito
- C.H.U.D. II: Bud the Chud, regia di David Irving (1989)